# Šime Gregov
Šime Gregov (Zara, 8 luglio 1989) è un calciatore croato, difensore dell'HNK Zara.

## Carriera

### Club
Gregov ha cominciato la carriera con la maglia dello Zadar, per cui ha esordito in 1. HNL in data 8 dicembre 2007, quando ha sostituito Ante Mitrović nella sconfitta per 7-2 sul campo dello NK Zagabria. In vista del campionato 2009-2010 è passato al Gornje Raštane, con la formula del prestito.
A gennaio 2011 è passato al Velebit Benkovac. Si è poi trasferito all'Hrvatski Dragovoljac, in 2. HNL, per cui ha debuttato il 19 agosto 2011, quando ha sostituito Eduard Husinec nella sconfitta casalinga per 1-2 contro lo Junak Sinj. Il 30 ottobre successivo ha segnato la prima rete, nel pareggio per 2-2 sul campo del Rudeš Zagabria. Ha contribuito alla promozione in 1. HNL arrivata al termine del campionato 2012-2013.
Nell'estate 2014 è stato ingaggiato dall'Istria 1961, sempre in 1. HNL. Ha giocato la prima partita il 4 agosto, subentrando a Kruno Ivančić nella sconfitta per 0-1 contro il Rijeka. Il 4 maggio 2015 ha trovato la prima rete, con cui ha contribuito al successo per 1-2 sul campo della Lokomotiva Zagabria.
Il 6 febbraio 2016, gli sloveni del Krško hanno reso noto l'ingaggio di Gregov. Il 27 febbraio ha giocato il primo incontro con questa maglia, impiegato da titolare nel successo esterno sul campo del Rudar Velenje. Il 14 maggio ha trovato l'unica rete stagionale, nel pareggio per 1-1 in casa dello Zavrč.
Al termine dell'annata è stato ingaggiato dal Koper. Ha esordito il 17 luglio 2016, impiegato da titolare nella sconfitta per 1-0 contro il Maribor.
Il 4 luglio 2017, i norvegesi del Viking hanno reso noto d'aver ingaggiato Gregov, con un contratto valido sino al termine della stagione: il trasferimento sarebbe stato ratificato a partire dalla riapertura del calciomercato locale, prevista per il 20 luglio.
Svincolato al termine di questa esperienza, è passato agli iraniani del Tractor Sazi.

## Statistiche

### Presenze e reti nei club
Statistiche aggiornate al 7 febbraio 2018.
| Stagione                    | Club                        | Campionato                  | Campionato | Campionato | Coppe nazionali | Coppe nazionali | Coppe nazionali | Coppe continentali | Coppe continentali | Coppe continentali | Supercoppe | Supercoppe | Supercoppe | Totale | Totale |
| Stagione                    | Club                        | Comp                        | Pres       | Reti       | Comp            | Pres            | Reti            | Comp               | Pres               | Reti               | Comp       | Pres       | Reti       | Pres   | Reti   |
| --------------------------- | --------------------------- | --------------------------- | ---------- | ---------- | --------------- | --------------- | --------------- | ------------------ | ------------------ | ------------------ | ---------- | ---------- | ---------- | ------ | ------ |
| 2007-2008                   | Zadar                       | 1.HNL                       | 11         | 0          | CC              | ?               | ?               | -                  | -                  | -                  | -          | -          | -          | 11+    | 0+     |
| 2008-2009                   | Zadar                       | 1.HNL                       | 8          | 0          | CC              | ?               | ?               | -                  | -                  | -                  | -          | -          | -          | 8+     | 0+     |
| 2009-2010                   | Gornje Raštane              | 3.HNL                       | ?          | ?          | CC              | ?               | ?               | -                  | -                  | -                  | -          | -          | -          | ?      | ?      |
| 2010-gen. 2011              | Zadar                       | 1.HNL                       | 5          | 0          | CC              | ?               | ?               | -                  | -                  | -                  | -          | -          | -          | 5+     | 0+     |
| Totale Zadar                | Totale Zadar                | Totale Zadar                | 24         | 0          |                 | ?               | ?               |                    | -                  | -                  |            | -          | -          | 24+    | 0+     |
| gen.-giu. 2011              | Velebit Benkovac            | 3.HNL                       | ?          | ?          | CC              | -               | -               | -                  | -                  | -                  | -          | -          | -          | 5+     | 0+     |
| 2011-2012                   | Hrvatski Dragovoljac        | 2.HNL                       | 27         | 1          | CC              | ?               | ?               | -                  | -                  | -                  | -          | -          | -          | 27+    | 1+     |
| 2012-2013                   | Hrvatski Dragovoljac        | 2.HNL                       | 28         | 1          | CC              | ?               | ?               | -                  | -                  | -                  | -          | -          | -          | 28+    | 1+     |
| 2013-2014                   | Hrvatski Dragovoljac        | 1.HNL                       | 27         | 0          | CC              | ?               | ?               | -                  | -                  | -                  | -          | -          | -          | 27+    | 0+     |
| Totale Hrvatski Dragovoljac | Totale Hrvatski Dragovoljac | Totale Hrvatski Dragovoljac | 82         | 2          |                 | ?               | ?               |                    | -                  | -                  |            | -          | -          | 82+    | 2+     |
| 2014-2015                   | Istria 1961                 | 1.HNL                       | 29         | 1          | CC              | 4               | 0               | -                  | -                  | -                  | -          | -          | -          | 33     | 1      |
| 2015-feb. 2016              | Istria 1961                 | 1.HNL                       | 4          | 0          | CC              | 1               | 0               | -                  | -                  | -                  | -          | -          | -          | 5      | 0      |
| Totale Istria 1961          | Totale Istria 1961          | Totale Istria 1961          | 33         | 1          |                 | 5               | 0               |                    | -                  | -                  |            | -          | -          | 38     | 1      |
| feb.-giu. 2016              | Krško                       | 1.SNL                       | 13         | 1          | CS              | -               | -               | -                  | -                  | -                  | -          | -          | -          | 13     | 1      |
| 2016-2017                   | Koper                       | 1.SNL                       | 24         | 0          | CS              | 1               | 0               | -                  | -                  | -                  | -          | -          | -          | 25     | 0      |
| lug.-dic. 2017              | Viking                      | ES                          | 10         | 0          | CN              | -               | -               | -                  | -                  | -                  | -          | -          | -          | 10     | 0      |
| gen.-lug. 2018              | Tractor Sazi                | PGPL                        | 0          | 0          | CI              | 0               | 0               | -                  | -                  | -                  | -          | -          | -          | 0      | 0      |
| Totale                      | Totale                      | Totale                      | 186+       | 4+         |                 | 6+              | 0               |                    | -                  | -                  |            | -          | -          | 192+   | 4+     |